# Bulls Gap
Bulls Gap es un pueblo ubicado en el condado de Hawkins en el estado estadounidense de Tennessee. En el Censo de 2010 tenía una población de 738 habitantes y una densidad poblacional de 220,72 personas por km².

## Geografía
Bulls Gap se encuentra ubicado en las coordenadas 36°15′42″N 83°4′42″O / 36.26167, -83.07833. Según la Oficina del Censo de los Estados Unidos, Bulls Gap tiene una superficie total de 3.34 km², de la cual 3.34 km² corresponden a tierra firme y (0%) 0 km² es agua.

## Demografía
Según el censo de 2010, había 738 personas residiendo en Bulls Gap. La densidad de población era de 220,72 hab./km². De los 738 habitantes, Bulls Gap estaba compuesto por el 97.97% blancos, el 0.27% eran afroamericanos, el 0% eran amerindios, el 0% eran asiáticos, el 0% eran isleños del Pacífico, el 0.68% eran de otras razas y el 1.08% pertenecían a dos o más razas. Del total de la población el 0.68% eran hispanos o latinos de cualquier raza.